# L'Invitation au voyage
L'invitation au voyage è un mediometraggio del 1927, diretto da Germaine Dulac, ispirato alla poesia omonima di Charles Baudelaire. 

## Trama
Una donna entra al café chantant L'invitation au voyage, a tema marinaresco, e si siede ad un tavolino. Un uomo le offre dei fiori, che lei rifiuta. L'uomo allora si consola festeggiando con tre amiche.
La donna pensa alla monotonia della propria vita coniugale, caratterizzata dai periodici viaggi d'affari del marito.
Un giovane ufficiale di marina, col quale aveva già scambiato degli sguardi, la invita a ballare, e lei accetta. Poi si siedono e bevono champagne, e l'ufficiale comincia a corteggiarla garbatamente. La donna immagina scene di possibile vita futura, con immagini del mare e di navi, che contrastano con quanto si vede aprendo la finestra, a forma di oblò, del locale: un vicolo ingombro di spazzatura.
L'ufficiale, prendendole la mano, nota la fede nuziale della donna, e, più avanti, un suo medaglione, aperto il quale si scorge l'immagine di un bambino, presumibilmente il figlio della donna. L'ufficiale invita a ballare una ragazza, poi la conduce al tavolo con la donna e si rivolge essenzialmente a lei. La donna lascia il locale.
Il marito della donna, che si sta mettendo a letto, torna a casa.
L'ufficiale, nel bar, si accommiata dalla ragazza pagandola, poi, osservando il medaglione che la donna aveva lasciato lì, appare pensieroso.